# 베른하르트 슐링크

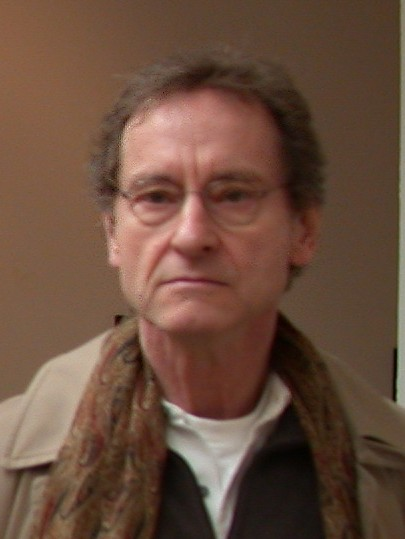
베른하르트 슐링크

베른하르트 슐링크(Bernhard Schlink, 1944년 7월 6일 ~ )는 독일의 소설가이자 법학자이다.
하이델베르크 대학교와 베를린 자유 대학교에서 법률을 배우고, 졸업 후에는 노르트라인베스트팔렌주 헌법 재판소 판사 등을 맡는다. 1982년부터 1991년까지 본 라인 프리드리히 빌헬름 대학교에서 현재는 베를린 훔볼트 대학교에서 교편을 잡고있다. 1987년에 발터 팝과 공동으로 쓴 추리 소설 《Die gordische Schleife》로 작가 데뷔하였다. 1995년에 자신의 어린 시절을 소재로 한 《더 리더》를 발표하였고 독일, 미국에서 베스트셀러가 되어 39개 언어로 번역되었다. 또한 이 작품은 독일어권의 작품에서 처음으로 뉴욕 타임스 베스트셀러 목록에서 1위를 차지하였고, 2008년에는 《더 리더: 책 읽어주는 남자》라는 이름으로 영화화가 되었다.
베른하르트 슐링크는 2014년 제4회 박경리문학상을 수상하기도 하였다.